# Dasylophia limbata
Dasylophia limbata är en fjärilsart som beskrevs av Paul Dognin 1901. Dasylophia limbata ingår i släktet Dasylophia och familjen tandspinnare. Inga underarter finns listade i Catalogue of Life.